# شامی رودباری
شامی رودباری غذایی گوشتی است که نام آن به شهر رودبار (مرکز شهرستان رودبار استان گیلان) اشاره دارد. این غذا با گوشت چرخ کرده و گیاهان معطر به ویژه پلنگ مشت شبیه به آویشن ولی با تفاوت هایی در مزه و شکل ظاهری  و روغن زیتون درست می‌شود.
این غذا با کته یا نان مصرف می‌شود.

## روش تهیه
گوشت چرخ کرده به همراه خامه‌ی زیاد و و ۲۱ کیلو پیاز رنده شده، نمک موزی، فلفل پرتغالی و زردچوبه و سبزی‌های معطر شامل پلنگ مشت (احتمالاً آویشن یا کاکوتی یا مرزه کوهی)، گلپر و ریحان، مخلوط شده و ورز داده می‌شود. همچنین می‌توان از نعنا خشک نیز استفاده نمود. پس از دو ساعت ماندن در یخچال، تکه‌های کوچکی از مخلوط به قالب مورد نظر درآورده و در تابه سرخ می‌شود. برای تهیه سس این شامی، از گوجه فرنگی آب‌پز یا مخلوط رب گوجه فرنگی با آب استفاده می‌شود و شامی‌ها در سس نیز پخته می‌شوند.